# Opistharsostethus menaca
Opistharsostethus menaca är en insektsart som först beskrevs av William Lucas Distant 1900.  Opistharsostethus menaca ingår i släktet Opistharsostethus och familjen spottstritar. Inga underarter finns listade i Catalogue of Life.